# Mesochorus bulgaricus
Mesochorus bulgaricus är en stekelart som beskrevs av Schwenke 1999. Mesochorus bulgaricus ingår i släktet Mesochorus och familjen brokparasitsteklar. Inga underarter finns listade i Catalogue of Life.